# José Luis Murature
José Luis Murature (Buenos Aires, 27 gennaio 1876 – Amburgo, 15 settembre 1929) è stato un avvocato e giornalista argentino che ha ricoperto la carica di ministro degli Affari Esteri dell'Argentina dal 1914 al 1916.

## Biografia
È nato da José P. Murature e Dolores Legarrete. Formatosi al Collegio Nazionale prima e all'Università di Buenos Aires poi, si è laureato in legge nel 1898. Ha lavorato nella redazione de La Nación, diventandone in seguito caporedattore.
Murature ha insegnato alla Scuola Militare, dove, ha tenuto la cattedra dal 1905 al 1914, e dal 1914 al 1916.